# Temelucha rhyacioniae
Temelucha rhyacioniae là một loài tò vò trong họ Ichneumonidae.